# قشلاق یوسفرضا
یوسف‌رضا، روستایی از توابع بخش مرکزی شهرستان پیشوا در استان تهران ایران است.

## مقبره یوسف رضا
باغ و بقعه یوسف‌رضا یکی از مکان های تاریخی و مذهبی و فرهنگی و گردشگری شهرستان پیشوا است که در محوطه‌ای مربع شکل در ورودی روستای زیبا و خوش آب و هوای یوسف رضا قرار دارد.
این بنا در اصل متعلق به قرن سوم هجری است اما پس از دفن یوسف رضا از عرفای بزرگ قرن سوم هجری اهمیت افزونی پیدا کرد و در سال ۱۳۸۲ مرمت گردید و در فهرست بناهای تاریخی و فرهنگی استان تهران قرار گرفت.

## جمعیت
این روستا در دهستان عسگریه قرار دارد و براساس سرشماری مرکز آمار ایران در سال ۱۳۹۰، جمعیت آن ۱٬۵۲۳ نفر (۳۴۶ خانوار) بوده‌است.